# Steve Biko

Bantu Stephen Biko (Tarkastad, Južna Afrika, 18. prosinca 1946. – Pretoria, Južna Afrika, 12. rujna 1977.) bio je južnoafrički aktivist protiv apartheida. Predvodio je široku kampanju protiv apartheida poznatu kao „Pokret crnačke svijesti” tijekom kasnih 1960-ih i 1970-ih. Njegove su ideje artikulirane u nizu članaka objavljenih pod pseudonimom Frank Talk.
Odgojen u siromašnoj obitelji, Biko je odrastao u Ginsbergu u provinciji Eastern Cape. Godine 1966. započeo je studij medicine na Sveučilištu u Natalu, gdje se pridružio Nacionalnoj uniji južnoafričkih studenata (NUSAS). Snažno se protiveći sustavu apartheida rasne segregacije i vladavini bijele manjine u Južnoj Africi, Biko je bio frustriran što NUSAS-om i drugim skupinama protiv apartheida dominiraju bijeli liberali, a ne crnci koji su najviše pogođeni apartheidom. Vjerovao je da čak i kada su bili dobronamjerni, bijeli liberali nisu uspjeli razumjeti iskustvo crnaca i često su se ponašali paternalistički. Razvio je gledište da se crnci moraju organizirati kako bi izbjegli dominaciju bijelaca, te je s tim ciljem postao vodeća figura u nastanku Južnoafričke studentske organizacije (SASO) 1968. godine. Članstvo je bilo otvoreno samo za "crnce", izraz koji je Biko koristio ne samo za Afrikance koji govore bantu jezik, već i za Afrikanere i Indijce. Pokušao je održati svoj pokret neovisnim o bijelim liberalima, ali se protivio antibijelom rasizmu i imao razne bijele prijatelje. Vlada Nacionalne stranke, koju je činila bijela manjina isprva je podržavala SASO, smatrajući nastanak SASO-a pobjedom etosa apartheida i rasnog separatizma.
Pod utjecajem filozofa s Martinika Frantza Fanona i afroameričkog „Pokreta crne sile”, Biko i njegovi sunarodnjaci razvili su crnačku svijest kao službenu ideologiju SASO-a. Pokret je zagovarao kraj apartheida i prijelaz Južne Afrike na opće pravo glasa i socijalističko gospodarstvo. Organizirao je Crnačku konvenciju (BCP) i fokusirao se na psihološko osnaživanje crnaca. Biko je vjerovao da crnce treba osloboditi svakog osjećaja rasne inferiornosti, što je ideja koju je izrazio populariziranjem slogana "crno je lijepo". Godine 1972. sudjelovao je u osnivanju Crnačke konvencije (BPC) za promicanje ideja crnačke svijesti među općom populacijom. Vlada je Bika vidjela kao subverzivnu prijetnju i 1973. ozbiljno ograničila njegove aktivnosti. Ostao je politički aktivan, pomažući u organizaciji programa crnačke zajednice kao što su zdravstveni centar i jaslice na području Ginsberga. Tijekom zabrane djelovanja dobivao je više puta anonimne prijetnje, a službe državne sigurnosti više puta su ga privodile. Nakon uhićenja u kolovozu 1977. Biko je teško pretučen od strane pripadnika Službe državne sigurnosti, od čega je i preminuo. Preko 20.000 ljudi prisustvovalo je njegovom sprovodu.
Bikova se slava proširila posthumno. Postao je temom brojnih pjesama i umjetničkih djela, dok je njegova biografija koju je napisao njegov prijatelj Donald Woods iz 1978. poslužila kao osnova za film „Krik za slobodom” iz 1987. godine. Tijekom Bikova života, Vlada je tvrdila da mrzi bijelce, razni aktivisti protiv apartheida optuživali su ga za seksizam, a afrički rasni nacionalisti kritizirali su njegovu ujedinjenu frontu s Afrikanerima i Indijcima. Unatoč tome, Biko je postao jedna od najranijih ikona pokreta protiv apartheida, a smatra se političkim mučenikom i "ocem crnačke svijesti". Njegovo političko nasljeđe i dalje je predmet rasprave.